# 붉은 비
붉은 비 또는 피 비(영어: red rain, blood rain)는 원인을 알 수 없는 이유로 하늘에서 붉은 색의 비가 내리는 현상을 말한다.
지난 2001년 인도의 한 지방에서 1주일 동안 붉은 비가 온적이 있다.

## 같이 보기
- 케랄라의 붉은 비